# Герон-Кіз (станція)
51°30′12″ пн. ш. 0°01′17″ зх. д. / 51.503378° пн. ш. 0.021392° зх. д.
Герон-Кіз (англ. Heron Quays) — станція Доклендського легкого метро, у Кенері-Ворф та Герон-Кіз, боро Тауер-Гемлетс. Станція розташована у 2-й тарифній зоні між станціями Кенері-Ворф та Саут-Кі. Пасажирообіг на 2016 рік — 8.291 млн осіб

## Пересадки
- на автобуси маршрутів: 135, D3, D7 та нічний автобус N550[3]
- на метростанцію Кенері-Ворф

## Операції
| Попередня станція | Лінія | Лінія                   | Лінія | Наступна станція |
| ----------------- | ----- | ----------------------- | ----- | ---------------- |
| Кенері-Ворф       |       | Доклендське легке метро |       | Саут-Кі          |